# Galina Zmievskaya
Galina Yakovlevna Zmievskaya (en ruso: Ю́лия Вячесла́вовна Липни́цкая; Ucrania, 1952) es una entrenadora de patinaje artístico sobre hielo ucraniana, anteriormente con residencia en Odesa. Algunos de sus alumnos más destacados incluyen a los campeones olímpicos Viktor Petrenko y Oksana Bayul, al campeón mundial juvenil Vladimir Petrenko, al campeón nacional de EE. UU. Scott Davis y a la campeona italiana Silvia Fontana. También trabajó con Viacheslav Zagorodniuk y Takeshi Honda al comienzo de sus carreras, y entrenó brevemente a la patinadora georgiana Elene Gedevanishvili en 2007 y al patinador suizo Stéphane Lambiel en 2008. Zmievskaya comenzó a entrenar al patinador estadounidense y tres veces campeón nacional de EE. UU. Johnny Weir en el verano de 2007.
La hija mayor de Zmievskaya, Nina, está casada con Viktor Petrenko y ha coreografiado a muchos de los estudiantes de su madre. Zmievskaya también tiene una segunda hija, con quien comparte el nombre Galina y es conocida como "Galya". El esposo de Zmievskaya, Nikolai Melnik, era un contratista de Odesa. Además de entrenar a Oksana Bayul, Zmievskaya actuó como su guardiana después de la muerte de su madre.
Tras la victoria de Bayul en los Juegos Olímpicos de Invierno de 1994, Zmievskaya se mudó a Simsbury, Connecticut, donde entrenó durante una década en el Centro Internacional de Patinaje de Connecticut, antes de mudarse a Wayne, Nueva Jersey en 2005 junto con su hija Nina y yerno para entrenar en The Ice Vault Arena. Actualmente entrena en el Ice House en Hackensack New Jersey.